# Atomemissziós spektroszkópia
Az atomemissziós spektroszkópia (AES) a kémiai analízis egyik módszere, amely a mintában levő kémiai elemek mennyiségének meghatározására láng, plazma, elektromos ív vagy szikra által kibocsátott meghatározott hullámhosszú fény intenzitását használja fel. Az emittált fény hullámhossza alkalmas az elem azonosítására, míg az intenzitás arányos az elem atomjainak számával.

## Lángemissziós spektroszkópia
Az anyagból vett mintát gáz vagy porlasztott oldat formájában juttatják a lángba. A láng hője elpárologtatja az oldószert, és felszakítja a kémiai kötéseket, ennek révén szabad atomok keletkeznek. A hőenergia az atomokat is gerjeszti, majd amikor az atom a gerjesztett állapotból visszatér az alapállapotába, fényt bocsát ki. Az egyes elemek rájuk jellemző hullámhosszú fényt emittálnak, melyet optikai rács vagy prizma segítségével felbontanak, és spektrométerrel detektálnak.
A lángemissziós mérés egyik gyakori felhasználása az alkálifémek mennyiségének meghatározása a gyógyszerészeti analitikában.

## Induktív csatolású plazma atomemissziós spektrometria
Az induktív csatolású plazma atomemissziós spektrometriában (ICP-AES) a jellemző hullámhosszú elektromágneses sugárzást kibocsátó gerjesztett állapotú atomokat és ionokat induktív csatolású plazma segítségével állítják elő.
Az ICP-AES előnye a nagyon alacsony kimutatási határ és a nagy lineáris koncentráció-tartomány, több elemes elemzésnél is csekély mértékű kémiai zavaró hatás és a stabil, reprodukálható jel. Hátrányai közé tartozik a spektrális zavaró hatás (a sok emissziós vonal miatt), a viszonylag magas beszerzési és üzemeltetési költség, és hogy jellemzően csak oldatos minták elemzésére használható.

## Szikra- és ívgerjesztésű atomemissziós spektroszkópia
A szikra- vagy ívgerjesztésű atomemissziós spektroszkópiát fémes elemek szilárd mintájának elemzésére alkalmazzák. Nem vezető anyagok esetén a mintát grafitporral őrölve teszik vezetővé. A hagyományos ívspektroszkópiás módszerben a szilárd halmazállapotú minta a vizsgálat során rendszerint felaprózódik és megsemmisül. A mintán elektromos ívet vagy szikrát vezetnek keresztül, így az olyan magas hőmérsékletre hevül, hogy az atomjai gerjesztődnek. A minta gerjesztett atomjai a rájuk jellemző hullámhosszúságú fényt bocsátanak ki, mely monokromátorral felbontható és detektálni lehet. Mivel az ívben vagy szikrában a körülmények jellemzően nehezen kontrollálhatók, a módszer a minta minőségi elemzésére használható. A korszerű, argonatmoszféra alatt szabályozott kisülést létrehozó szikraforrások azonban mennyiségi elemzésre is alkalmas. Mind a kvalitatív, mind a kvantitatív szikraelemzést széles körben használják öntödékben és acélművekben a termelés minőségének ellenőrzésére.

## Fordítás
- Ez a szócikk részben vagy egészben az Atomic emission spectroscopy című angol Wikipédia-szócikk ezen változatának fordításán alapul.  Az eredeti cikk szerkesztőit annak laptörténete sorolja fel. Ez a jelzés csupán a megfogalmazás eredetét és a szerzői jogokat jelzi, nem szolgál a cikkben szereplő információk forrásmegjelöléseként.

## Bibliográfia
- Reynolds, R. J.; Thompson, K. C.. Atomic absorption, fluorescence, and flame emission spectroscopy: a practical approach. New York: Wiley (1978). ISBN 0-470-26478-0
- Uden, Peter C.. Element-specific chromatographic detection by atomic emission spectroscopy. Columbus, OH: American Chemical Society (1992). ISBN 0-8412-2174-X

## Külső hivatkozások
- Atomic Emission Spectroscopy Tutorial (angol nyelven)
- Magyar oldalba integrált interaktív Java szimuláció emissziós spektrumokról és spektrométerről. Szerző: Freeman Deutsch.